# Mamadou Niang
Mamadou Niang (Matam, 1979. október 13. –) szenegáli labdarúgó, posztját tekintve  csatár. Szenegál válogatottjával 2004-ben negyeddöntős lett, 2006-ban negyedik lett, 2008-ban, pedig nem sikerült a csoportból továbbjutniuk a Afrikai nemzetek kupáján.

## Pályafutása
A Le Havre ifjúsági csapatában kezdte pályafutását, azonban első profi szerződését már a Troyes csapatához írta alá 18 éves korában. A 2000–2001-es szezonban lépett pályára először a francia élvonalban, azonban főként csak csereként jutott szerephez, 10 mérkőzésen gólt nem szerzett. A következő másfél évben a több játéklehetőség mellé nem párosult több szerzett találat, így fél szezont kölcsönben a másodosztályú Metz csapatánál töltött. 12 mérkőzésen elért 5 góljával segítette a feljutáshoz az észak-francia klubot a 2003–2004-es szezonban.

### RC Strasbourg
Jean Fernandez, a Metz akkori menedzsere szerette volna végleg megtartani a támadót, de nem sikerült megállapodnia a Le Havre-ral, ezért a következő szezont már az RC Strasbourgban kezdte meg. Ékpárja, Danijel Ljuboja téli Paris Saint-Germainbe történt igazolását követően a csapat kulcsemberévé vált.
A következő szezonban Mickaël Pagis személyében új csatártársat kapott. Az elért 27 góljukkal, a liga egyik leggólerősebb támadópárját alkották, a Strasbourg is nagyrészt nekik köszönhette  második ligakupa trófeáját.

### Olympique de Marseille
2005. július 2-án 4 évre szóló szerződést írt alá az Olympique de Marseille csapatánál, a kontraktus 7 millió euró ellenében jött létre.
Első gólját az Intertotó-kupában, a svájci Young Boys ellen szerezte.

## Díjai
- Francia ligakupa-győztes: 2005 (RC Strasbourg)

## Külső hivatkozások
- Mamadou Niang francia bajnoki statisztikái az lfp.fr-en (franciául)